# 卡蘇姆巴赫河
52°5′57.76″N 8°14′45.31″E / 52.0993778°N 8.2459194°E
卡蘇姆巴赫河（德語：Casumer Bach），是德國的河流，位於該國西部，處於北萊茵-威斯特法倫州，屬於黑瑟爾河的右支流，河道全長7.2公里，流域面積11.8平方公里。